# 사사키 다케시

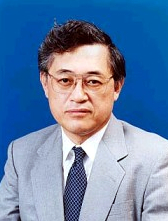

사사키 다케시(일본어: 佐々木 毅, 1942년 7월 15일 ~ )는 일본의 정치학자이자 가쿠슈인 대학 교수이며, 도쿄 대학 총장(제27대)을 역임했다. 법학 박사이며, 전공은 정치학, 서양 정치사상사이다.

## 주요 경력

### 출신 학교·학위
- 1961년 3월 - 아키타 현립 아키타 고등학교 졸업
- 1965년 3월 - 도쿄 대학 법학부 졸업
- 1973년 11월 - 법학 박사 학위를 도쿄 대학으로부터 취득

### 경력
- 1965년 4월 - 도쿄 대학 법학부 조교
- 1968년 4월 - 도쿄 대학 법학부 조교수
- 1978년 11월 - 도쿄 대학 법학부 교수
- 1991년 4월 - 도쿄 대학 대학원 법학 정치학 연구과 교수
- 1998년 4월 - 도쿄 대학 대학원 법학 정치학 연구과장 겸 법학부장(2000년 3월까지)
- 2001년 4월 - 도쿄 대학 총장
- 2005년 3월 - (총장 퇴임)
- 2005년 4월 - 가쿠슈인 대학 법학부 교수

### 기타 경력
- 황실 전범에 관한 유식자 회의 멤버
- 문부과학성 중앙 교육 심의회 위원(제2기)
- 일본 학술 진흥회 대학 국제화 전략위원회 위원
- 21세기 임시 행정조사회 공동 대표
- 사단법인 국토 녹화 추진기구 이사장
- 재단법인 사회경제생산성본부 부회장
- 사단법인 골퍼의 녹화 촉진 협력회 이사
- 재단법인 국제 연합 대학 협력회 평의원
- IDE 대학 협회 이사
- 재단법인 래버러토리 국제교류센터 회장
- 재단법인 신일본장학회 이사
- 재해 구원 볼런티어 추진위원회 위원
- 법과대학원 협회 고문
- 오릭스 주식회사 사외이사
- 동일본 여객철도 주식회사 사외이사
- 주식회사 도시바 사외이사

## 수상
- 자수포장(2005년 11월 2일)

## 주요 저서
- 《마키아벨리의 정치사상》(1970년)
- 《주권·저항권·관용 - 장 보댕의 국가 철학》(1973년)
- 《인류의 지적 유산(24) - 마키아벨리》(1978년)
  - 《마키아벨리와 ‘군주론’》(1994년)
- 《근대 정치사상의 탄생 - 16세기에 있어서의「정치」》(1981년)
- 《현대 미국의 보수주의》(이와나미 쇼텐, 1984년 / 동시대 도서관, 1993년)
- 《플라톤과 정치》(1984년)
- 《서양 정치사상》(1985년)
- 《보수화와 정치적 의미 공간 - 일본과 미국을 생각한다》(1986년)
- 《지금 정치에 뭐가 가능한가 - 정치적 의미 공간의 재생을 위해서》(1987년)
- 《자민당은 재생할 수 있는 것인가》(1989년)
- 《정치에 무엇이 가능할까》(1991년)
- 《정치는 어디로 향하는 것인가》(1992년)
- 《미국의 보수와 리버럴》(1993년)
- 《정치가의 조건》(1995년)
- 《현대 미국의 자화상 - 행만중산계급 사회》(1995년)
- 《플라톤의 주박 - 20세기의 철학과 정치》(고단샤, 1998년 / 고단샤 학술 문고, 2000년)
- 《정치학 강의》(1999년)
- 《‘철학과 정치’ 강의(1) - 소생하는 고대 사상》(2003년)
- 《‘철학과 정치’ 강의(2) - 종교와 권력의 정치》(2003년)
- 《지식 기반 사회와 대학의 도전 - 국립대학 법인화를 넘어》(2006년)
- 《정치학은 무엇을 생각해 왔는지》(2006년)
- 《정치학의 명저 30》(2007년)
- 《민주주의라고 하는 이상한 구조》(2007년)
- 《정치의 정신》(2009년)